# Geología de Puerto Rico

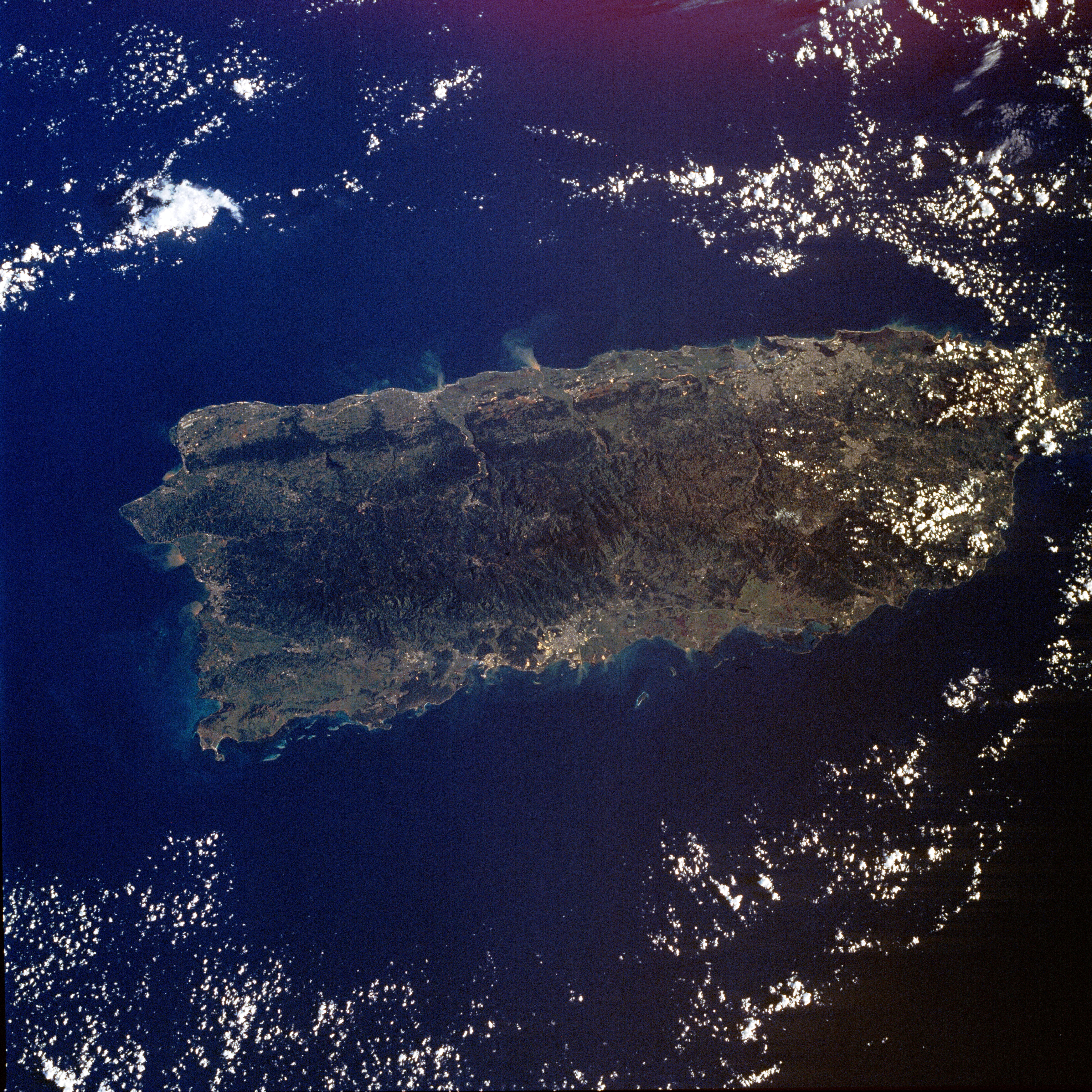
Imagen de Puerto Rico tomada desde el espacio.

La geología de Puerto Rico se puede dividir en tres principales «provincias» geológicas: la Cordillera Central, el Carbonato y las Tierras Bajas Costeras. Puerto Rico es compuesta de rocas volcánicas y plutónicas del Jurásico al Eoceno. Por encima de estas hay una capa de rocas más jóvenes del Oligoceno hasta llegar a las más recientes, las rocas carbonáticas y demás rocas sedimentarias. 
La mayoría de las cuevas y topografía karst en la isla ocurre dentro del norte del Oligoceno y carbonatos más recientes. Las rocas más viejas tienen una edad de aproximadamente 190 millones de años viejos (del Jurásico) y están localizadas en la Sierra Bermeja en la parte suroeste de la isla. Estas rocas pueden representar parte de la corteza oceánica y se cree que provienen del reino marino del océano Pacífico.
Durante el período Carbonífero, Puerto Rico estuvo sumergida.

## Actividad sísmica
Puerto Rico se ubica en la frontera entre las placas del Caribe y la norteamericana. Esto significa que actualmente está siendo deformada por las tensiones tectónicas causadas por la interacción entre estas placas. Estas tensiones pueden causar terremotos y tsunamis. Estos acontecimientos sísmicos, junto con los derrumbes, representan algunos de los riesgos geológicos más significativos para la isla y el nororiental del Caribe en general. 
El terremoto más grande y de los más recientes, ocurrió el 11 de octubre de 1918 y tuvo una magnitud estimada de unos 7,5 en la escala Richter. El terremoto empezó sobre la costa de Aguadilla y estuvo acompañado por un tsunami. Más de cien años después, el 24 de septiembre de 2019, hubo otro terremoto por encima de los 6,0 en la escala de Richter. Este se detectó a 78,9 kilómetros de la costa nororiental de la isla con una profundidad de unos 10 kilómetros.

## Fosa de Puerto Rico
A aproximadamente 120 kilómetros al norte de Puerto Rico en el océano Atlántico en la frontera entre las placas del Caribe y la norteamericana, se encuentra la fosa de Puerto Rico, la fosa más grande y más profunda del Atlántico. La fosa mide 1.754 km de largo y 97 km de ancho. En su punto más profundo (la denominada Depresión Milwaukee), tiene una profundidad de 8.380 metros. 
En esta fosa la placa norteamericana se está hundiendo a causa de la placa del Caribe. Esta zona de subducción causa la actividad volcánica de las Indias Occidentales al sureste de Puerto Rico. Una importante falla transformante se extiende desde la fosa de Puerto Rico continuando por la costa del norte de Puerto Rico y a través de la Fosa de las Caimán hasta llegar a la costa de América Central. 
A aproximadamente 80 kilómetros al este-sureste de Fajardo, pasando por la isla de Vieques y las Islas Vírgenes y a aproximadamente 32 kilómetros al sur de Santo Tomás en las Islas Vírgenes, se encuentra la Fosa de las Islas Vírgenes, que en algunos sitios llega a tener una profundidad de más de 4.250 metros.

## Galería

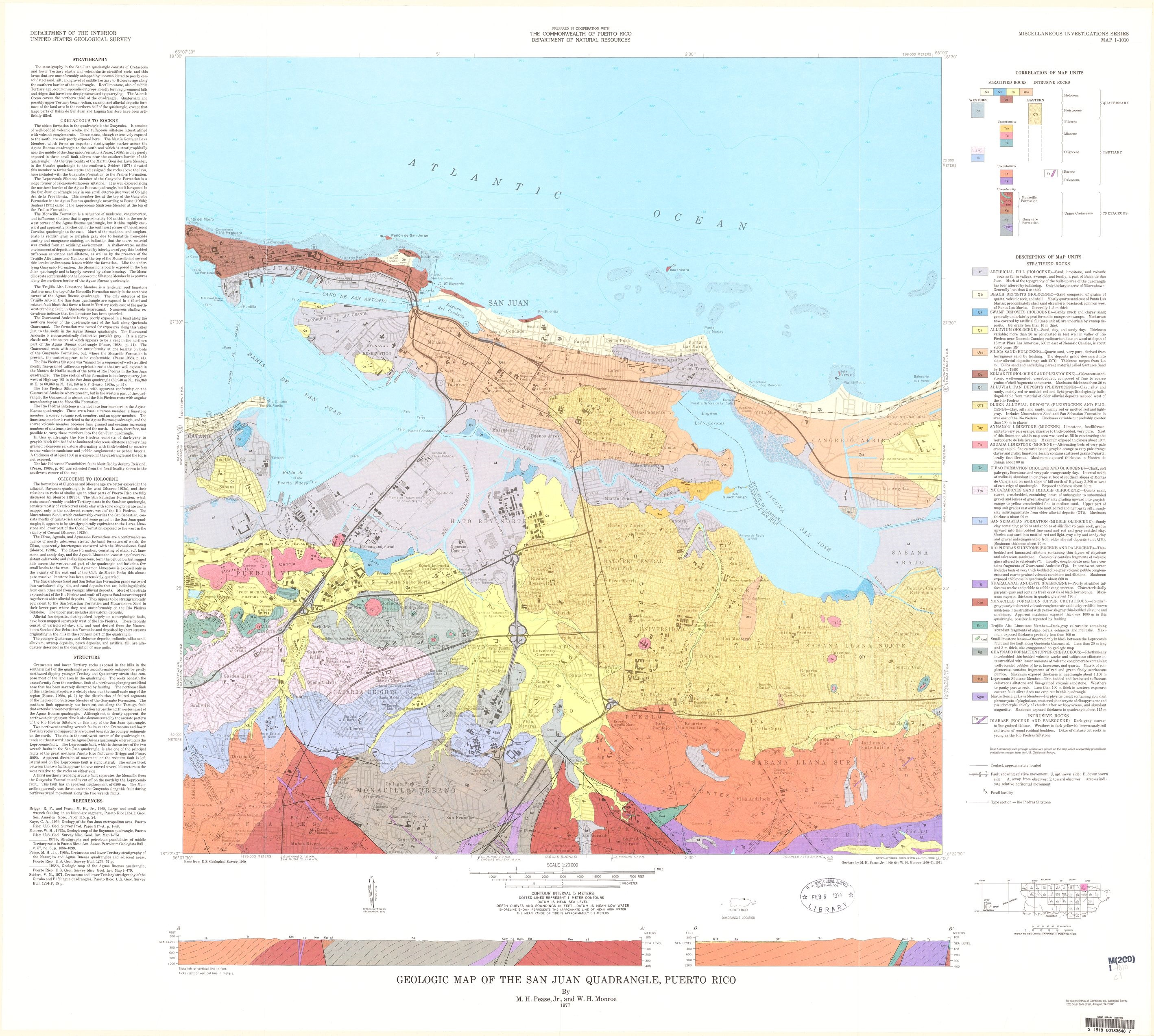
Plano geológico de 1977 del cuadrilátero de San Juan, con San Juan Antiguo, Santurce y demás barrios del norte de San Juan.
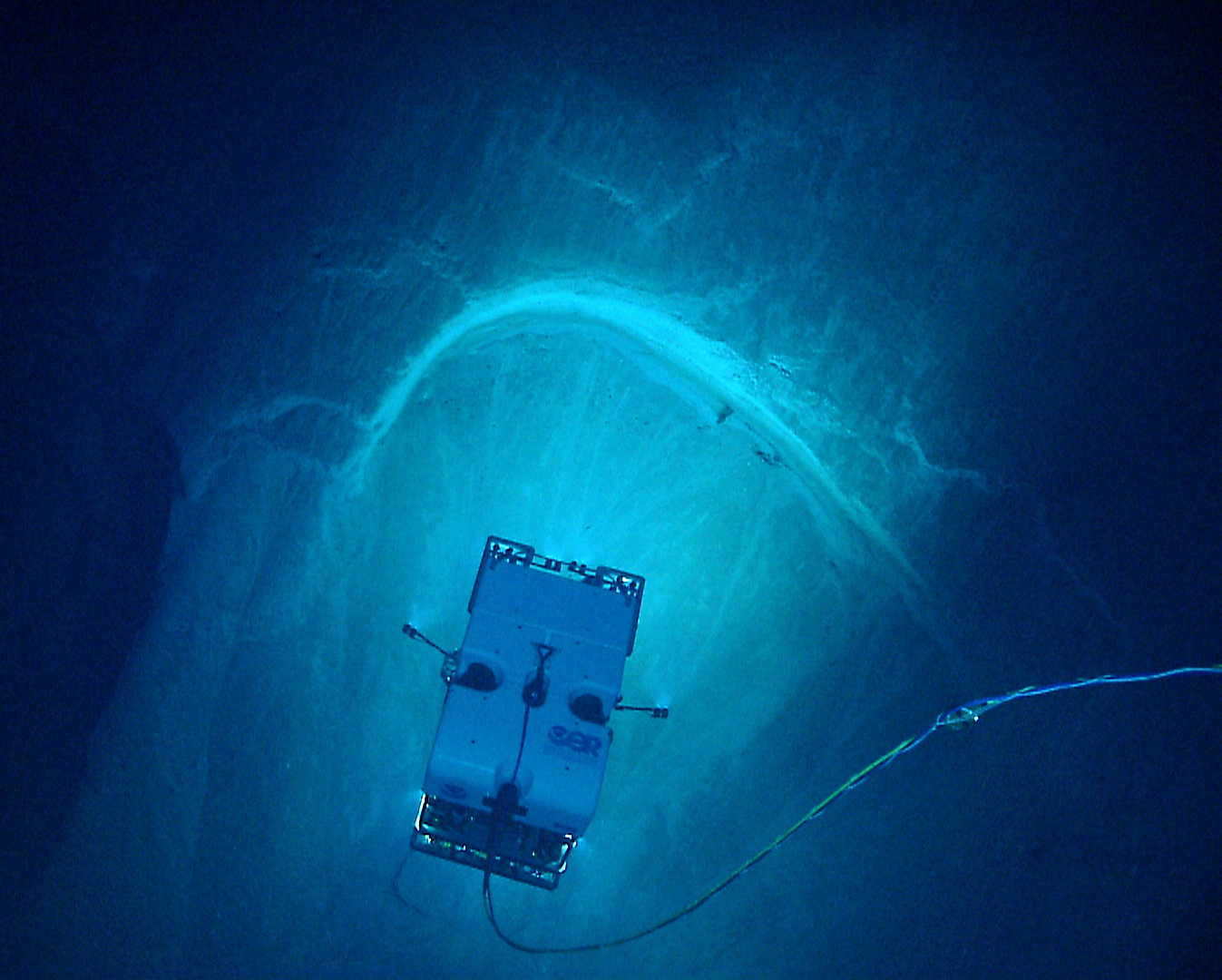
Exploración de la formación Juana Díaz en el cañón de Guayanilla, al sur de Puerto Rico.
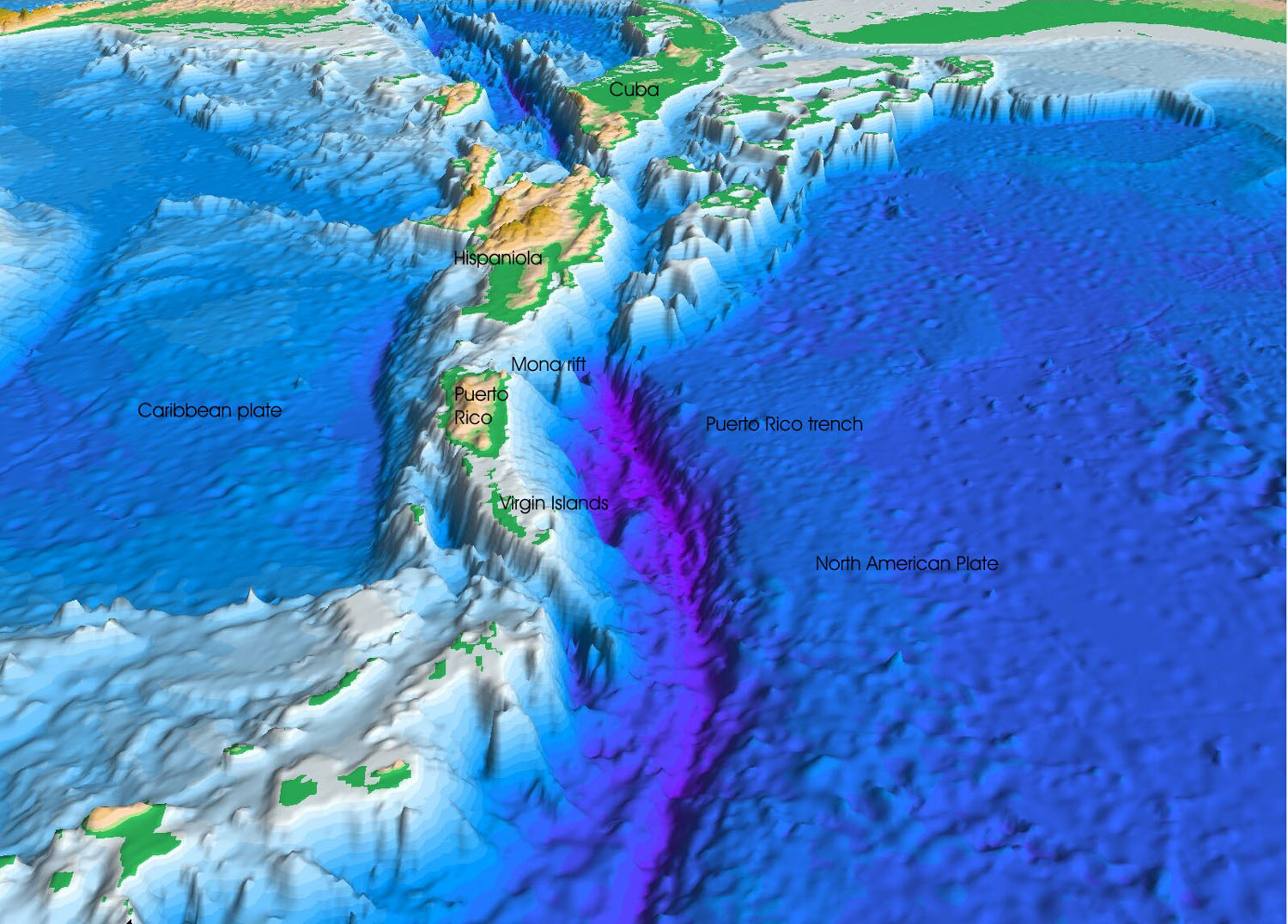
Diagrama de la fosa Atlántica.
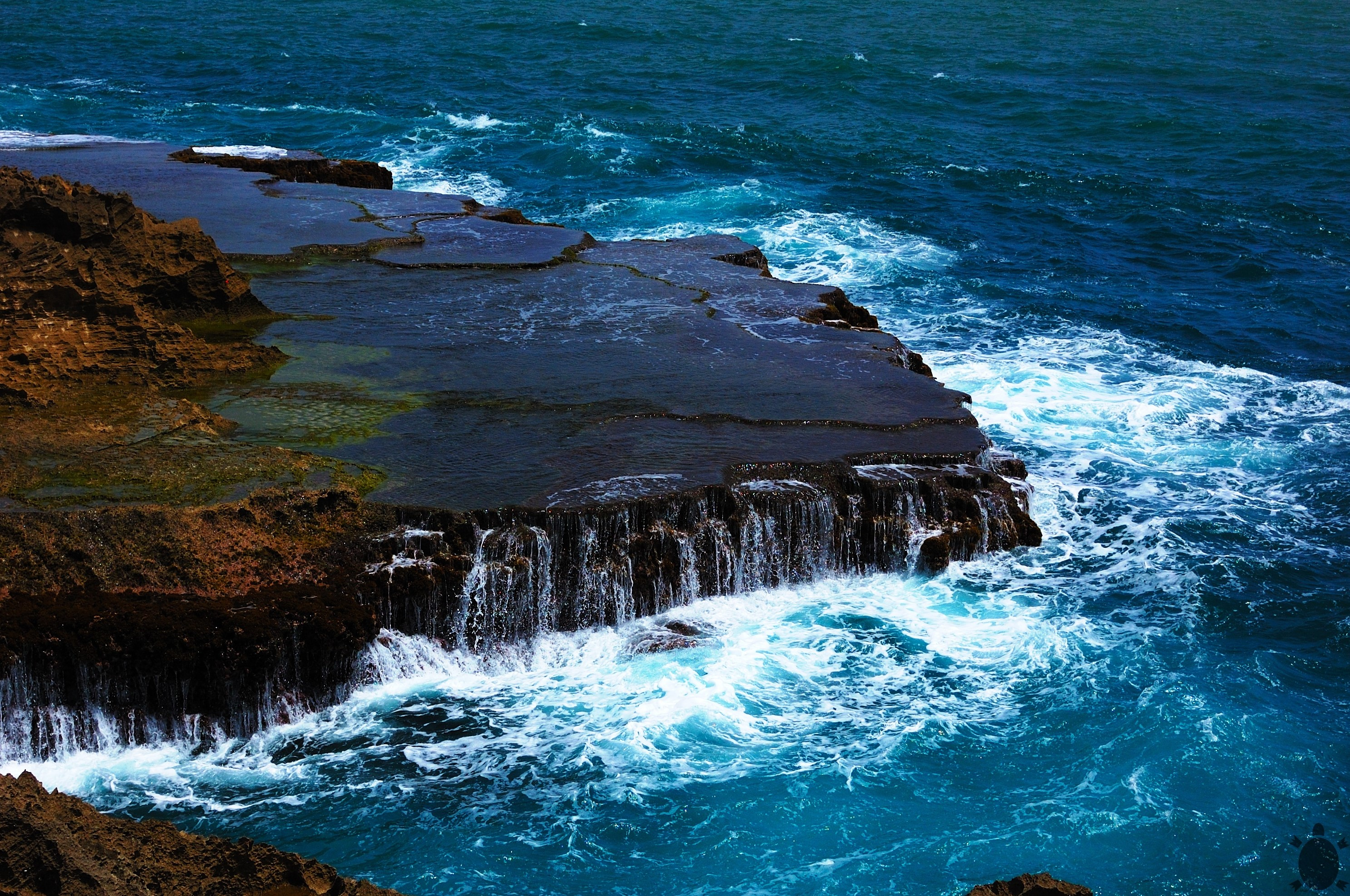
El océano Atlántico y rocas costeras en Isabela (Puerto Rico).